# Prada Aoyama
Prada Aoyama o Prada Boutique Aoyama (プラダ青山店?, Purada Aoyama-ten) è un edificio progettato da Herzog & de Meuron situato a Tokyo, nel quartiere della moda della capitale nipponica Aoyama.
Articolato in sei piani e alto 33 metri, è composto da una struttura in vetro a trama romboidale. La sua costruzione è stata commissionata dall'azienda Prada, e la struttura funge da rivenditore di abbigliamento e altri articoli di lusso firmati dalla casa di moda italiana. Realizzato tra il 2001 e il 2003, la facciata è costruita con dei montati in alluminio in cui sono incastonati panelli romboidali in vetro convessi, concavi o piatti dalla forma a diamante. Tutta la struttura segue un motivo geometrico. L'edificio è costato approssimativamente circa 10 miliardi di yen.